# Tiago Pagnussat
Tiago Pagnussat (São Jorge d'Oeste, Paraná, Brasil, 17 de junio de 1990) es un futbolista brasileño que juega de defensor en el Avaí F. C. del Campeonato Brasileño de Serie B.

## Carrera
Tiago, nacido en São Jorge d'Oeste, Paraná, subió al primer equipo del Criciúma, donde hizo las divisiones inferiores, pero no tuvo minutos. En julio de 2011 se mudó al Vila Aurora de la Serie D.
El 24 de agosto de 2011 fue transferido al Caxias. Siendo suplente, jugó 14 partidos y convirtió 2 goles.
En enero de 2013 firmó un contrato de 18 meses con Guarani. A pesar de ser parte del Campeonato Paulista, rescindió su contrato en mayo, volviendo al Caxias.
En enero de 2014, luego de impresionar en el Campeonato Gaúcho y en la Serie C, firmó un contrato por 4 años con el Atlético Mineiro, equipo de la Serie A. Hizo su debut el 25 de octubre, logrando la primera victoria de su equipo a través de un tiro libre, venciendo por 3-2 a Sport Recife.
Debido a su falta de minutos, es cedido por 18 meses al Bahia en julio de 2016. Por su buen paso durante el préstamo, se quedó en Bahia.
En enero de 2019 llegó a préstamo por 18 meses a Lanús, equipo de la Superliga Argentina. Su debut en la Argentina fue el 22 de febrero de 2019, entrando a los 80 minutos por Leonel Di Plácido en la victoria por 2-0 a Rosario Central.

## Estadísticas

### Clubes
- Actualizado hasta el 6 de mayo de 2019.

| Club | Div.          | Temporada     | Liga  | Liga  | Copas nacionales(1) | Copas nacionales(1) | Copas regionales(2) | Copas regionales(2) | Campeonatos estaduales(3) | Campeonatos estaduales(3) | Copas internacionales(4) | Copas internacionales(4) | Total | Total |
| Club | Div.          | Temporada     | Part. | Goles | Part.               | Goles               | Part.               | Goles               | Part.                     | Goles                     | Part.                    | Goles                    | Part. | Goles |
| --- | ------------- | ------------- | ----- | ----- | ------------------- | ------------------- | ------------------- | ------------------- | ------------------------- | ------------------------- | ------------------------ | ------------------------ | ----- | ----- |
| Criciúma · Brasil | 3.ª           | 2010          | 0     | 0     | 0                   | 0                   | 0                   | 0                   | 0                         | 0                         | -                        | -                        | 0     | 0     |
| Criciúma · Brasil | 3.ª           | 2011          | 0     | 0     | 0                   | 0                   | 0                   | 0                   | 0                         | 0                         | -                        | -                        | 0     | 0     |
| Criciúma · Brasil | Total club    | Total club    | 0     | 0     | 0                   | 0                   | 0                   | 0                   | 0                         | 0                         | -                        | -                        | 0     | 0     |
| Vila Aurora · Brasil | 4.ª           | 2011          | 3     | 0     | 0                   | 0                   | 0                   | 0                   | 0                         | 0                         | -                        | -                        | 3     | 0     |
| Vila Aurora · Brasil | Total club    | Total club    | 3     | 0     | 0                   | 0                   | 0                   | 0                   | 0                         | 0                         | -                        | -                        | 3     | 0     |
| Caxias · Brasil | 3.ª           | 2012          | 10    | 1     | 0                   | 0                   | 0                   | 0                   | 0                         | 0                         | -                        | -                        | 10    | 1     |
| Caxias · Brasil | Total club    | Total club    | 10    | 1     | 0                   | 0                   | 0                   | 0                   | 0                         | 0                         | -                        | -                        | 10    | 1     |
| Guarani · Brasil | 3.ª           | 2013          | 0     | 0     | 0                   | 0                   | 0                   | 0                   | 0                         | 0                         | -                        | -                        | 0     | 0     |
| Guarani · Brasil | Total club    | Total club    | 0     | 0     | 0                   | 0                   | 0                   | 0                   | 0                         | 0                         | -                        | -                        | 0     | 0     |
| Caxias · Brasil | 3.ª           | 2013          | 14    | 0     | 0                   | 0                   | 0                   | 0                   | 0                         | 0                         | -                        | -                        | 14    | 0     |
| Caxias · Brasil | 3.ª           | 2014          | 9     | 2     | 0                   | 0                   | 0                   | 0                   | 17                        | 0                         | -                        | -                        | 26    | 2     |
| Caxias · Brasil | Total club    | Total club    | 25    | 2     | 0                   | 0                   | 0                   | 0                   | 17                        | 0                         | -                        | -                        | 40    | 2     |
| Atlético Mineiro · Brasil | 1.ª           | 2014          | 5     | 2     | 0                   | 0                   | 0                   | 0                   | 0                         | 0                         | 0                        | 0                        | 5     | 2     |
| Atlético Mineiro · Brasil | 1.ª           | 2015          | 3     | 0     | 0                   | 0                   | 0                   | 0                   | 1                         | 0                         | 0                        | 0                        | 4     | 0     |
| Atlético Mineiro · Brasil | 1.ª           | 2016          | 5     | 1     | 0                   | 0                   | 2                   | 0                   | 10                        | 0                         | 1                        | 1                        | 18    | 2     |
| Atlético Mineiro · Brasil | Total club    | Total club    | 13    | 3     | 0                   | 0                   | 2                   | 0                   | 11                        | 0                         | 1                        | 1                        | 27    | 4     |
| Bahia · Brasil | 2.ª           | 2016          | 21    | 1     | 0                   | 0                   | 0                   | 0                   | 0                         | 0                         | -                        | -                        | 21    | 1     |
| Bahia · Brasil | 1.ª           | 2017          | 35    | 2     | 2                   | 0                   | 18                  | 1                   | 5                         | 1                         | 3                        | 0                        | 63    | 4     |
| Bahia · Brasil | 1.ª           | 2018          | 20    | 2     | 3                   | 0                   | 6                   | 0                   | 10                        | 1                         | 0                        | 0                        | 39    | 3     |
| Bahia · Brasil | Total club    | Total club    | 55    | 4     | 5                   | 0                   | 24                  | 1                   | 15                        | 2                         | 3                        | 0                        | 102   | 8     |
| Lanús Argentina | 1.ª           | 2018-19       | 5     | 0     | 4                   | 0                   | -                   | -                   | -                         | -                         | -                        | -                        | 9     | 0     |
| Lanús Argentina | Total club    | Total club    | 5     | 0     | 4                   | 0                   | -                   | -                   | -                         | -                         | -                        | -                        | 9     | 0     |
| Total carrera | Total carrera | Total carrera | 111   | 10    | 9                   | 0                   | 26                  | 1                   | 43                        | 2                         | 4                        | 1                        | 193   | 15    |
| (1) Las copas nacionales se refiere a la Copa de Brasil y a la Copa Argentina. (2) Las copas regionales se refiere a la Copa Sul-Minas-Río y a la Copa do Nordeste. (3) Los Campeonatos Estaduales se refiere al Campeonato Gaúcho, al Campeonato Mineiro y al Campeonato Baiano. (4) Las copas internacionales se refiere a la Copa Libertadores y a la Copa Sudamericana. |               |               |       |       |                     |                     |                     |                     |                           |                           |                          |                          |       |       |